# جون تومسون (روائية)
جون تومسون (بالإنجليزية: June Thomson)‏ (24 يونيو 1930، إسكس في المملكة المتحدة)؛ كاتِبة وروائية بريطانية.